# Patrick McKenzie
Patrick McKenzie (né le 8 décembre 1952 au Cap en Afrique du Sud) est un homme politique d'Afrique du Sud issue de la communauté coloured, membre successivement du parti travailliste (1984-1991), du parti national (1991-1998), du Nouveau Parti national (1998-1999) et du congrès national africain (depuis 1999). Membre de la chambre des représentants du parlement tricaméral pour la circonscription de Bonteheuwel (1984-1994), de l’assemblée nationale du parlement (1996-1997) et de l'assemblée provinciale du Cap-Occidental (1994-1996 et 1997-2012), il est ministre des affaires sociales et du développement populaire de mars à juin 1996 dans le gouvernement Mandela. 
De 1994 à 1999, il est membre du conseil exécutif du gouvernement provincial du Cap-Occidental, chargé des services de police (1994-1996) puis des gouvernements locaux et des jeux de hasard (1997-1999). Il est de nouveau membre du conseil exécutif, chargé des affaires culturelles, des sports et des loisirs (2001-2004) et de la sécurité (2008-2009).

## Biographie
En 1976, Patrick McKenzie, alors âgé de 24 ans, participe aux manifestations anti-apartheid organisées dans la région du Cap en solidarité avec les émeutes de Soweto. 
Diplômé en marketing de Cape Technikon, il travaille pour la South African Broadcasting Corporation puis pour la compagnie Shell.  En 1980, il rencontre Oliver Tambo à Londres qui l'encourage à rejoindre la lutte armée contre l'apartheid. McKenzie refuse, préférant les voies légales pour combattre le système en place en Afrique du Sud. Il refuse également de verser le sang pour changer le régime politique du pays. Il rejoint alors le parti travailliste métis et est élu à la chambre des représentants lors de la mise en place du tricaméralisme lors des élections générales sud-africaines de 1984. 
Après la décision du président Frederik de Klerk de mettre fin à l'apartheid et d'entamer des négociations constitutionnelles avec le congrès national africain (ANC), Patrick McKenzie apporte son soutien au parti national qu'il rallie en 1991.
Membre du gouvernement provincial du Cap-Occidental dirigé par Hernus Kriel, il est chargé des services de police jusqu'à sa nomination au gouvernement Mandela en mars 1996 où durant 3 mois, il est ministre des affaires sociales jusqu'au retrait du NP du gouvernement (30 juin 1996). Il est nommé en décembre 1997 au gouvernement provincial du Cap-Occidental où il est chargé des gouvernements locaux et des jeux. Il se montre alors vigoureusement opposé à l'ANC, dénonçant sa supposé incompétence et un ferme opposant à la loi sur l'interruption volontaire de grossesse. 
En mars 1999, Patrick McKenzie annonce cependant son ralliement à l'ANC, estimant que le NNP est trop blanc et conservateur et est placé quinzième sur la liste des candidats de l'ANC au parlement provincial du Cap occidental. 
De 2001 à 2004, il est de nouveau membre du gouvernement provincial du Cap-Occidental, chargé des sports et des affaires culturelles. De juillet 2008 à mai 2009, au sein du gouvernement provincial de Lynne Brown, il est ministre de la sécurité, fonction qu'il assume par la suite en tant que porte-parole de l'ANC sur ces sujets à l'assemblée provinciale où il siège dans l'opposition.  
Patrick McKenzie se retire de la vie politique pour des raisons de santé en novembre 2012.

## Sources